# 神林駅
神林駅（シルリムえき）は、大韓民国江原道原州市神林面にかつて存在した、韓国鉄道公社中央線の鉄道駅である。

## 歴史
- 1941年7月1日：開業[1]。
- 1950年6月30日：朝鮮戦争にて駅舎消失。
- 1956年1月1日：駅舎竣工。
- 1984年9月1日：通過線新設。
- 2004年9月1日：貨物取扱中止[2]。
- 2021年1月5日：西原州駅 - 堤川駅間の新線切り替えに伴い廃止。

## 駅構造
相対式ホーム2面2線とその間に通過線1線を有する、合計2面3線の地上駅。駅舎は1番線ホーム側にある。

### のりば
| 1（駅舎側） | 中央線 | 原州・清凉里方面 |
| 2（反対側） | 中央線 | 安東・正東津方面 |

## 隣の駅
韓国鉄道公社
中央線
倉交信号場 - 神林駅 - 蓮交信号場